# Cmentarz żydowski w Piszczacu
Cmentarz żydowski w Piszczacu – został założony w XIX wieku i zajmuje powierzchnię 0,58 ha, na której nie zachował się żaden nagrobek. Znajduje się przy ul. Terespolskiej. Zadrzewiony teren nekropolii jest ogrodzony i regularnie porządkowany.